# Paolo Zucca
Paolo Zucca (Cagliari, 1972) è un regista cinematografico e sceneggiatore italiano.

## Biografia
Nato nel 1972 a Cagliari, vive tra la Sardegna e Roma. Dopo la laurea in Lettere Moderne, frequentò la scuola RAI per sceneggiatori e si diplomò in regia alla Nuova Università del Cinema e della Televisione (NUCT) di Cinecittà.
Esordì da sceneggiatore nel 2003 nel film Gli angeli di Borsellino diretto da Rocco Cesareo. Nel 2009 scrisse, diresse e produsse il cortometraggio L'arbitro, il quale vinse il David di Donatello 2009 come Miglior cortometraggio e il Premio Speciale della Giuria al Festival international du court métrage de Clermont-Ferrand. Da questo cortometraggio sviluppò L'arbitro, il suo primo lungometraggio, prodotto da Lucky Red e Rai Cinema e con protagonista Stefano Accorsi nel ruolo del direttore di gara punito per corruzione e spedito in punizione in Sardegna. Nel cast figuravano anche Geppi Cucciari, Jacopo Cullin, Francesco Pannofino e Benito Urgu. Il lungometraggio aprì le Giornate degli Autori alla 70ª Mostra internazionale d'arte cinematografica di Venezia in proiezione speciale.
Nel mezzo scrisse e realizzò altri due cortometraggi: nel 2011 Cuore di clown con Vinicio Marchioni, Isabella Ragonese, Pippo Delbono e Michela Andreozzi e nel 2013 Bella di notte ancora con Stefano Accorsi.
Nel 2015 fu il direttore dell'episodio girato in Sardegna della serie di documentari intitolati I Giganti, per Rai Cinema: il tema principale era raccontare l’Italia regione per regione partendo da un albero testimone di secoli di storia e per la Sardegna nello specifico fu la quercia da sughero.
Nel 2018 venne presentato in anteprima all'International Film Festival di Pusan e alla Festa del Cinema di Roma il suo secondo film intitolato L'uomo che comprò la Luna, questa volta con protagonista l'attore cagliaritano Jacopo Cullin e Geppi Cucciari nel ruolo di sceneggiatrice. Nel cast anche Stefano Fresi e le conferme dal primo film Francesco Pannofino e Benito Urgu. Il film è uscito nelle sale il 4 aprile 2019.

## Filmografia

### Regista
- Banana Rossa – cortometraggio (2004)
- L'arbitro – cortometraggio (2009)
- Cuore di clown – cortometraggio (2011)
- Bella di notte – cortometraggio (2013)
- L'arbitro (2013)
- L'uomo che comprò la Luna (2018)
- Vangelo secondo Maria (2023)

### Sceneggiatore
- Gli angeli di Borsellino, regia di Rocco Cesareo (2003)
- L'arbitro – cortometraggio (2009)
- Cuore di clown – cortometraggio (2011)
- Bella di notte – cortometraggio (2013)
- L'arbitro (2013)
- L'uomo che comprò la Luna (2018)
- Vangelo secondo Maria (2023)

### Produttore
- L'arbitro – cortometraggio (2009)

### Televisione
- I Giganti – documentario (2013) - Regia

## Riconoscimenti
- 2009 – David di Donatello
  - Miglior cortometraggio a L'arbitro
- 2009 – Festival international du court métrage de Clermont-Ferrand
  - Premio speciale della giuria a L'arbitro